# Oritoniscus lagari
Oritoniscus lagari är en kräftdjursart som beskrevs av Albert Vandel1972. Oritoniscus lagari ingår i släktet Oritoniscus och familjen Trichoniscidae. Inga underarter finns listade i Catalogue of Life.